# 가브리엘 토르제
가브리엘 안드레이 토르제(루마니아어: Gabriel Andrei Torje, 1989년 11월 22일, 루마니아 티미쇼아라 ~ )는 루마니아의 축구 선수이다. 현재 겐츨레르비를리이에서 뛰고 있다.